# Lycia nigra
Lycia nigra là một loài bướm đêm trong họ Geometridae.